# KTM
КТМ АГ (бивши КТМ Sportmotorcycle AG) аустријски је произвођач мотоцикала и спортских аутомобила у власништву компаније „Pierer Mobility AG” и индијског произвођача „Bajaj Auto”. Основан је 1992. године, али постоји још од 1934. године. Данас је КТМ АГ матична компанија „КТМ Group”, која се састоји од више робних брендова мотоцикала.
КТМ је познат по својим оф-роуд мотоциклима (еnduro, motocross и supermoto). Од краја 1990-их проширио се на производњу уличних мотоцикала и развијање спортских аутомобила - наиме X-Bow. У 2015. години, КТМ је продао скоро исто толико уличних као и оф-роуд мотоцикала.
Од 2012. године, КТМ је највећи произвођач мотоцикала у Европи већ четири године заредом. Компанија је глобално међу водећим произвођачима теренских мотоцикала. Током 2016. године, КТМ је продао 203.423 моторна возила широм света.

## Историја

### Ране године
1934. аустријски инжењер Јохан (Ханс) Трункенполц основао је продавницу мотора и аутосервис у Матигхофену. Године 1937. почео је продавати мотоцикле DKV, а следеће године Опел аутомобиле. Његова радња била је позната као Kraftfahrzeug Trunkenpolz Mattighofen, али име је било нерегистровано. Током Другог светског рата, његова супруга бринула се за посао који је успевао углавном због поправки дизел-мотора.
Након рата, потражња за поправним радовима нагло је опала и Трункенполц је почео размишљати о производњи својих мотоцикала. Прототип његовог првог мотоцикла, Р100, направљен је 1951. године. Компоненте мотоцикла произведене су у кући, осим Ротакс мотора које су направили „Fichtel & Sachs”. Серијска производња Р100 започела је 1953. године. Са само 20 запослених, тада је дневно произвођено 3 мотора.

### КТМ 1953–1991
1953. бизнисмен Ернст Кронрајф постао је значајан акционар компаније која је преименована и регистрована као Kronreif & Trunkenpolz Mattighofen. 1954. представљен је Р125 Тоurism, а затим „Grand Tourist” и скутера „Мirabel” 1955. године. Компанија је обезбедила своју прву тркачку титулу у аустријском државном првенству од 125 кубика 1954. године.
1956. године, КТМ се појавио на Међународном шестoдневној стази где је Егон Дорнауер освојио златну медаљу на КТМ мотору.
КТМ је 1957. године уградио први спортски мотоцикл Тrophy 125cc. Први мопед КТМ-а, назван Меcky, лансиран је 1957, затим Ponny I 1960. и Ponny II 1962. и Comet 1963. 1960-их је такође започео производњу бицикала у Матигхофену.
Ернст Кронрајф умро је 1960. године. Две године касније, 1962. године, Ханс Трункенполц такође је умро од срчаног удара. Његов син Ерих Трункенполц преузео је дужност за управљање компанијом.
Како је компанија наставила да се шири, радна снага је 1971. године бројала 400, а четрдесет година након оснивања, КТМ је понудио 42 различита модела. Поред тога, КТМ је био у стању да произведе мотоцикле за тркачку индустрију. Током 1970-их и 80-их, КТМ је такође почео да развија и производи моторе и хладњаке. Хладњаци продати европским произвођачима аутомобила чинили су знатан део пословања ове компаније у 1980-им.
1978. године основана је америчка подружница US subsidiary KTM North America Inc у Лораину у Охају.
1980. године компанија је преименована у KTM Motor-Fahrzeugbau KG. Годину дана касније, КТМ је имао око 700 запослених и промет од 750 милиона шилинга (око 54,5 милиона евра). Међународно пословање тада је износило 76 одсто промета компаније.
Међутим, промет скутера и мопеда брзо је потонуо, а производња је морала бити заустављена 1988. године. Ерих Трункенполц умро је 1989. године. Преузети 51 одсто удела у компанији аустријски инвестициони фонд „GIT Trust Holding” који је контролисао аустријски политичар Јосеф Таус 1989. године праћени неуспешним покушајима да се задужена компанија окрене, а 1991. године менаџмент КТМ пребачен је у конзорцијум банака.

### КТМ после 1991. године
Током 1992. године компанија је подељена у четири нова предузећа: „KTM Sportmotorcycle GmbH” (дивизија мотоцикала), „KTM Fahrrad GmbH” (одељење за бицикле), „KTM Kühler GmbH” (дивизија хладњака) и „KTM Werkzeugbau GmbH” (одељење за алате).
Сада је у власништву компаније KTM Motorradholding GmbH, коју је основао Cross Holding (компанија Cross Industries), и других инвеститора, KTM Sportmotorcycle GmbH почео је са радом 1992. године, а касније је преузео одељење алата за браће и сестре КТМ Werkzeugbau. У наредним годинама, непрекидно повећавајући производњу и промет, инвестирајући у нову производњу и Р и Д постројења, уводећи нове моделе и успешно спонзоришући и учествујући у разним тркачким спортским догађајима, компанија је прошла низ реструктуирања и промене заинтересованих страна вођени од стране директора КТМ-а и компаније Cross Industries власник Стефан Пиерер. 1994. године КТМ је започео производњу путничких мотоцикала серије Дуке, 1996. године мотоцикли КТМ су први пут избачени у наранџасту боју КТМ-а, а 1997. године представљени су течно хлађени двоцилиндрични мотоцикли Supermoto и Аdventure. У 2007. години компанија је представила спортски аутомобил КТМ X-Bow.
KTM Motorradholding GmbH је 1995. године купио шведског произвођача мотоцикала Husaberg AB и преузео контролу над холандском компанијом White Power Suspension.
2007. године, индијски произвођач мотоцикала Бајај Ауто купио је 14,5 одсто удела у компанији КТМ Power Sports AG. До 2013. године Бајај Ауто је имао 47,97 одсто удела у компанији.
КТМ је 2013. године купио бившег шведског произвођача мотоцикала Husqvarna Моtorcycle од свог претходног власника BMW Mottorad AG.  Исте године, КТМ је поново интегрисао марку Husaberg у мотоцикле Хускварна из којих је одскочио 1990-их, када је Хускварна продата италијанској компанији Кађива.
Као крајњи резултат процеса реструктурирања, KTM Motorradholding GmbH је постао КТМ АГ у 2012. години. КТМ је у 2015. години остварио промет од преко милијарду евра и запослио 2.515 људи до краја те године. Од четири одвојене компаније после поделе 1992. године, три су поново биле део КТМ групе: „KTM Sportmotorcycle GmbH”, „KTM Werkzeugbau GmbH” и „KTM Kühler GmbH” (данас ВП хладњаци). „KTM Fahrrad GmbH” (КТМ бајк индустрис) остала је независна компанија и у власништву је кинеских инвеститора. КТМ група данас садржи марке КТМ и Хускварну.

## Корпоративна структура

### Власништво
КТМ AG је тренутно у власништву компаније „Pierer Моbility AG” (51,7%) и „Bajaj Аuto Limited International Holdings BV” (47,99%). „Pierer Моbility AG” делимично је у власништву компаније „Pierer Industrie AG” (60,87%).

### Подружнице
Од 2020. године, КТМ АГ има следеће подружнице:
- KTM Racing AG (Швајцарска, 100%)
- KTM Sportmotorcycle GmbH (100%, дистрибуција мотоцикала и делова)
- KTM Sportcar GmbH (100%, производња и дистрибуција КТМ Кс-лука)
- KTM Immobilien GmbH (99%, власник свих некретнина и зграда КТМ Групе)
- Husqvarna Motorcycles GmbH (100%, дистрибуција мотоцикала и делова)
- GASGAS Motorcycles GmbH (Шпанија, 60%)[37]
- WP Suspension GmbH (100%, производња компоненти вешања за мотоцикле)
- W Verwaltungs AG (100%)

Поред тога, „KTM Sportmotorcycle GmbH” и „Husqvarna Motorcycles GmbH” послују са 24 и 8, дистрибутивним подружницама широм света, већином у европским и азијским земљама и у САД.

### Заједничка улагања
КТМ је започео извоз свог GS модела у САД 1968. године преко америчког увозника, Јоџ Пентон, под брендом „Penton”. Ово заједничко улагање трајало је све док КТМ није основао компанију КТМ America Inc. у Охају 1978. године.
„КТМ-Sportmotorcycle” је 2005. године започео партнерство са произвођачем „ATV-а Polaris Industries”, у циљу заједничког истраживања и још важније, заједничких дистрибутивних мрежа. Ово партнерство било је двогодишњи пробни аранжман, на крају кога су обе стране имале могућност спајања две компаније у једну. 2006. године, КТМ је објавио да је партнерство са Поларисом деградирано и уместо тога Поларису ће испоручити само њихове моторе од 450 ccm и 510 ccm.
У јануару 2008. године Бајај је најавио да ће заједнички развити два нова бицикла од 125 ccm и 200 ccm за Европу и Далеки исток. Бицикли ће имати ознаку КТМ. Бајај је у Индији 2012. године лансирао модел „Duke 200”.

## Мото спортови
КТМ је почео у мотоcпортовима такмичећи се у мотокросу. КТМ је освојио своје прво првенство 1974. године када је Генадиј Мојсев тврдио да има 250cc Светско првенство у мотокросу. До краја 2016. године, КТМ је освојио више од 260 титула светског првака, што је учинило компанију једним од најуспешнијих брендова у мото спортовима. KTM узима 96 МКСГП, МКС1 и МКС2 светске титуле од 1974. године и 114 Е1, Е2, Е3 и Супер Ендуро светске титуле од 1990. Са Рајан Дунгеи 2015, 2016. и 2017. године победама у Суперкрос свeтском првенству, КТМ је успешно применио и у суперкрос тркама. Године 1994. фабрички тим КТМ-а дебитовао је на митингу Дакар рели. 1998. године, возачи КТМ-а су освојили друго oд дванаест местa. Узастопним победама од 2001. до 2019. године, произвођач доминира на релију већ 18 година. КТМ тимови успешно се такмиче у другим рели такмичењима као што су Атлас Рели или Рали Марока. КТМ је освојио 37 светских титула од 2003. године и освојио je „FIM Cross-Country Rallies World Championship” 15 пута, последњи пут 2015. године.
КТМ је 2003. покренуо спонзорство и подржавање друмских трка у разним капацитетима, а најуспешнији резултати произишли из њихових напора за супермото. Од 2003. до 2009. године, фабрички тим КТМ-а такмичио се у класи од 125 ccm мотоцикла Гранд При, а између 2005. и 2008. у класи од 250 ccm. Уочљиви успеси у класи од 125 ccm били су друго и треће место у укупном поретку који су 2005. године постигли КТМ возачи Мика Калио и Габор Талмачи, друго место 2006. године Мика Калио, треће место 2007. године Томојоши Којама и 2005. Победа КТМ-а у шампионату конструктора снаге 125 ccm. У класи од 250 ccm Мика Калио је 2008. године освојио треће место. Од прве сезоне Руки Куп-а 2007. године, КТМ је испоручио бицикл за Red Bull MotoGP Rookies Cup. КТМ је 2009. године најавио повлачење са Гранд При тркачких мотоцикала у свим класама, а вратио се тек 2012. године у нову Мото3 класу.
КТМ је 2012. године освојио првенство Мото3. Током следеће сезоне, возачи КТМ-а превладавали су у свим тркама Мото3 класе и освајали су светску титулу, као и друго и треће место, чиме је КТМ постао очигледним победником у статусу произвођача. КТМ је освојио титулу произвођача у 2014. и 2016. години, као и светску титулу у 2016. години у класи Мото3. Почевши од 2017. године, КТМ нуди моторе и у МотоГП и Мото2 класама. У екипи главне класе налазе се Брадли Смит и Пол Еспаргаро као возачи током целе сезоне, а Мика Калио као јахач. Екипа Мото2 КТМ Ајо садржи Мигуел Оливеира и Брад Биндер.
Од 2009. до 2011, тимови КТМ-а такмичили су се у ИДМ-у, Супербајковом међународном првенству у Немачкој. Било је нагађања о могућем налету КТМ-а у светском шампионату супервелеслалома. Због фокусирања компаније која се одмиче од РЦ8 и генерално супербајк дизајна, ови планови су ван табеле у блиској будућности.
Тим компаније КТМ је наранџасте боје, црне и сребрне. Да би се створио јак идентитет бренда, сви КТМ-ови који су спремни за конкуренцију долазе из фабрике са јарко наранџастом пластиком са „КТМ” украшеним на боку кућишта хладњака. Сви КТМ бицикли такође долазе из фабрике са налепницом Моторек са спољне стране мотора. Све прве залихе уља долазе из Моторекса. Неки званични КТМ тимови користе различите боје за своје мотоцикле, најочитије на Дакар релију.

### Мото3 резултати
| Позиције: | КTР | САД | АРГ | ШПА | ПОР | ФРА | ИТА | КАТ | НОР | НЕМ | АУТ | ИНД | ЧЕШ | ВБР | РСМ | АРА | ЈАП | ТХА | АУС | МАЛ | ВАЛ | Бодови | Позиције |
| --------- | --- | --- | --- | --- | --- | --- | --- | --- | --- | --- | --- | --- | --- | --- | --- | --- | --- | --- | --- | --- | --- | ------ | -------- |
| 2012      | 3   | -   | -   | 3   | 1   | 5   | 2   | 3   | 2   | 1   | -   | 3   | 2   | 3   | 1   | 2   | 1   | -   | 1   | 1   | 1   | 346    | први     |
| 2013      | 1   | 1   | -   | 1   | -   | 1   | 1   | 1   | 1   | 1   | -   | 1   | 1   | 1   | 1   | 1   | 1   | -   | 1   | 1   | 1   | 425    | први     |
| 2014      | 1   | 1   | 1   | 1   | -   | 1   | 1   | 2   | 5   | 1   | -   | 2   | 2   | 3   | 3   | 1   | 5   | -   | 1   | 2   | 1   | 384    | први     |
| 2015      | 10  | 5   | 4   | 2   | -   | 1   | 1   | 5   | 1   | 4   | -   | 3   | 3   | 2   | 2   | 1   | 2   | -   | 1   | 1   | 1   | 341    | други    |
| 2016      | 2   | 1   | 3   | 1   | -   | 1   | 1   | 2   | 3   | 2   | 1   | -   | 7   | 1   | 1   | 2   | 2   | -   | 1   | 3   | 1   | 382    | први     |
| 2017      | 6   | 5   | 4   | 4   | -   | 4   | 1   | 6   | 6   | 3   | 2   | -   | 4   | 4   | 4   | 7   | 2   | -   | 4   | 6   | 3   | 248    | други    |
| 2018      | 5   | 3   | 1   | 1   | -   | 1   | 2   | 2   | 4   | 2   | 1   | -   | 3   | C   | 4   | 2   | 1   | 3   | 1   | 4   | 1   | 353    | први     |

## Производи

### Теренски мотоцикли
КТМ производи широк распон теренских мотоцикала. Нису сви њихови модели доступни у свакој земљи. Следећи одељак наводи бицикле који се продају у САД.
Motocross - Тренутни мотокрос линија означени СКС укључује 50, 65, 85, 105, 125, 150 и 250 ccm једноцилиндрични двотактне моторе (од 50 СКС, 65 СКС и 85 СКС модели су дечији и омладински бајкови), и једноцилиндрични четверотактни модели од 250, 350 и 450 ccm (СКС-Ф). 2005. године КТМ је објавио нови 250 СКС-Ф широј јавности. Од 2007. године, СКС-Ф су били нови КТМ тркачки мотоциклистички асортиман. Тренутне верзије линије КТМ СКС-Ф имају мотор с двоструким надземним брегастим осовинама, назван "РЦ4".
Cross country - Тренутна линија коју одређује КСЦ укључује двотактне моделе од 150, 250 и 300 ccm и четворотактне моделе од 250, 350 и 450 ccm. Двотактне КСЦ машине, осим модела од 150 ccm, доступне су са широким или брзинским преносом (код пребацивања зупчаника, долази до мање или више изражене промене броја обртаја). Четворотактни модели опремљени су полу-затвореним мењачем. Већина модела је опремљена електричним покретачем.
Врло лагани КСЦ бицикли су само такмичарски бицикли; не испуњавају прописе о хомологацији.
Enduro - Уличне верзије ЕКСЦ ендуро верзије КТМ-ових КСЦ бициклистичких бицикала испоручују се са бољим овесима без повезивања, мењачем са ширим омером и светлима.
Тренутна линија доступна у САД састоји се од 250, 350, 450 и 500 (у ствари 510 ccm) четворотактних ЕКСЦ модела и 690 ccm Ендуро Р мотоцикла са два спорта.
Free ride - КТМ оригинална класа теренских мотоцикала која би се могла описати као прелаз између ендуро и пробних бицикала. Фреериде 250Р покреће лакша, модификована верзија мотора 250 ЕКСЦ ендуро и поседује посебно развијени шестостепени мењач, са блиским преносним омерима у доњим зупчаницима и широким односом шестог степена преноса. Четворотактни модел вожње од 350 ccm са сличним карактеристикама, и потпуно електрични једнобрзински модели Фреериде Е-СКС, Фреериде Е-КСЦ као и њихова улична верзија Фреериде Е-СМ доступни су у Европа.

### Двотактни развој
Током деведесетих, АМА промене правила ставиле су јефтиније, једноставније двотактне машине у неповољност у односу на четворотактне моторе у такмичењима у мотокросу ограничавањем двотактног запремине на 125 ccm за класу 250 ccm и 250 ccm за класу 450 ccm. Док су други произвођачи одлучили да прекину своје двотактне моделе, КТМ је наставио са креирањем и унапређивањем својих двотактних машина и последично заузео веома висок проценат тржишта двотактних бицикала.
Нови европски закони о емисијама повећали су притисак на двотактне моторе, јер су њихови мотори економичнији и стварају више загађења од четворотактних мотора. Међутим, с новијим напретком у технологији, двотактни стројеви су почели да сагоревају чистије и прелазе строже зелене стандарде. Од 2017. године сви ново регистровани мотоцикли морају бити у складу са Еуро 4 регулативом за управљање емисијама. У мају 2017. КТМ ће представити нови двотактни мотор са директним убризгавањем горива. Убризгавањем притиска електронски контролисану количину горива у преносни отвор цилиндра, нови ТПИ (преносни отвор за убризгавање) мотори ће бити ефикаснији и чистији од класичних карбураторских мотора, иако сложенији и скупљи. До 2018. године нови мотор ће покретати 250 и 300 ЕКСЦ ТПИ ендуро модела.

### Улични мотори
Први улични бицикл КТМ био је Дуке 620, 1994. године.
Supermoto - КТМ је први произвођач који је јавности понудио такмичарско припремљен супермото мотор. Међутим, компанија је прекинула производњу супермота у 2016. години, продајући само залихе 690 СМЦ Р машина. За моделну годину 2019. модел 690 СМЦ Р је у потпуности обновљен. Бицикл сада има најновију верзију једноцилиндричног агрегата ЛЦ4, представљену за МИ2016 Дуке. Претходни супермото модели укључивали су 625 СМЦ и тркачку верзију 560 СМР. Лагани модел тежине 690 СМЦ Р, тежине 141 кг, има једноцилиндрични четворотактни мотор са течним хлађењем од 48 kW (ЛЦ4) и АПТЦ квачило са хидрауличким управљањем.
Adventure tourers - КТМ тренутно производи дуал-спорт авантуристичке моторе 1090 Адвентуре, 790 Адвентуре и 1290 Супер Адвентуре у верзијама са различитом висином седишта, точковима и огибљењем који машинама дају цесту (С), теренски пут (Р - за митинг) или турнејска (Т) пристраност. Нису све верзије доступне на америчком тржишту.
1090 Адвентуре и 1290 Супер Адвентуре бицикли покрећу V четворотактни мотори са 75 степени (ЛЦ8). 790 Адвентуре покреће нови ЛЦ8ц паралелни двоструки четворотактни мотор. Сва 3 имају квачило са клизачем, електронички управљане модове вожње (спорт, улица и киша) са моделима 1290 и 790 са ТФТ екраном и 1090 са двоструким (аналогним плус ЛЦД) екраном.
Sports tourer - КТМ спортс тоурер 1290 Супердуке ГТ (Гран Турисмо) је верзија 1290 Супердуке Р гола бицикла који је модификован ради удобности у вожњи са дужим и робуснијим оквиром, модификованим управљачем, већим резервоаром горива и измењеним 75 степени V-твин четворотактни ЛЦ8 мотор. Као и 1290 Супер Адвентуре, и 1290 Супердуке ГТ има три електронски регулисана начина вожње.
Naked bikes - Са моделима Дуке и Супердуке, КТМ тренутно нуди голе мотоцикле са запремином од 125 200 250, 390, 690, 790 и 1290 ccm. Модели 125 (нису доступни у САД), 200, 250, 390 и 690 и 690 Р Дуке модели имају једноцилиндрични четворотактни ЛЦ4 мотор. 790 Дуке користи нови двоструко паралелни мотор. Модел Супердуке 1290 Р опремљен је четворотактним мотором од 75 степени (ЛЦ8).
200, 250 и 390 Дуке модела тренутно производи Бајај Ауто из Пунеа у Индији. 200 и 250 су доступни само у Азији, а само војвода 390 се извози у европске земље и Северну Америку.
Supersport - КТМ спортски бицикли који се тренутно нуде у категорији суперспорта укључују РЦ 125 (није доступан у САД) и РЦ 390. Оба су уличне легалне верзије бицикала које се такмиче у уличним тркама. Уз РЦ16, КТМ је представио спортски бицикл величине 1000 ccm који ће се трчати у МотоГП класи Гранд При Светског првенства за уличне трке 2017. године. Да ли ће накнадно постојати улична легална производна верзија РЦ16 још увек није јасно.
У Азији, КТМ такође продаје РЦ 200 и РЦ 250 уличне бицикле.
Superbike - КТМ се тренутно повукао из супербајк производње и такмичења. Од 2008. до 2015. године, компанија је произвела 1190 РЦ8 супербајк, лаган, моћан хомологирани (улични легални) бицикл за такмичења у супербајковима са мотором ЛЦ8 и без икаквих електронских помагала за вожњу која би била иначе упоредива Супердуке и Супер Авантура модели нуде.
- 1290 Super Duke GT
- 1290 Super Adventure R
- 1290 Super Duke R (Special Edition)
- 690 SMC R

### Дизајн
Од 1992. године мотоцикле КТМ дизајнирала је КИСКА, дизајнерска фирма са седиштем у Салцбургу. КИСКА је такође дизајнирала четири верзије X bow-а и одговорна је за целокупни бренд КТМ-а и Хускварне. Ово укључује дизајн продавница, експоната, веб презентације, одећу / робу, видео и штампане материјале.

### Делови и хабање
Под ознаком Поверпартс, КТМ продаје делове за подешавање и обликовање за своје уличне и теренске мотоцикле и X bow. Етикета Повервеар нуди тркачку опрему и опрему, одећу, прибор и предмете за робу.

## X-Bow
КТМ X-Bow (изговаран крос-бов) је серија лаких, двоседских спортских аутомобила познатих као Икс-Бов Р, Икс-Бов РР, Икс-Бов ГТ и Икс-БОВ ГТ4. Р и ГТ верзије Икс-Бов су легалне у Европи, Северној Америци, Кини и Аустралији. Она користи Ауди мотор и шасију са угљених влакана развијен у сарадњи са италијанским произвођачем тркачки аутомобила Далара, што га чини први улични-правни ауто на свету са пуним угљеничних влакана монокок.
- KTM X-Bow GT4
- KTM X-Bow R
- X-Bow RR
- X-Bow GT